# 장미셸 뤼스네
장미셸 뤼스네(프랑스어: Jean-Michel Lucenay, 1978년 4월 25일~)는 프랑스의 펜싱 선수로 주 종목은 에페이다. 2016년 하계 올림픽 남자 에페 단체전 금메달을 획득했으며 세계 선수권 대회에서 금메달 6개, 은메달 1개, 동메달 1개를 획득했다.